# Hadena laudeti
Hadena laudeti är en fjärilsart som beskrevs av Jean Baptiste Boisduval 1840. Hadena laudeti ingår i släktet Hadena och familjen nattflyn. Inga underarter finns listade i Catalogue of Life.